# Oxhagens naturreservat, Kungsbacka kommun
För andra betydelser, se Oxhagens naturreservat.
Oxhagen är ett naturreservat i Fjärås socken i Kungsbacka kommun i Halland.
Reservatet ligger precis norr om sjön Lygnern, vid stranden. Det är 5,4 hektar stort och skyddat sedan 1997. Blandlövskog och ekskog dominerar området.
Det är en brant skogklädd sluttning ned mot Lygnerns norra strand. Ner mot sjön växer frodig, urskogsartad blandlövskog av ek, klibbal, lind och björk. I de högre delarna växer gammal högvuxen ekskog. Skogen är rik på omkullfallna och döda träd. I området har man noterat rödlistade arter som mindre hackspett, skogsduva, sydkvastmossa och mjölig klotterlav. Floran är rik med bland annat mellanhäxört, skogsbingel och lundslok.